# Окупація Японії
Окупа́ція Япо́нії — період в історії Японії з 1945 по 1952 рік, коли країна була окупована силами союзників після поразки у Другій світовій війні. Ця іноземна присутність відзначає єдиний раз в історії Японії, коли вона була окупована іноземною державою. З підписанням 8 вересня 1951 мирного договору у Сан-Франциско Японія відновила себе як рівноправний член світової спільноти, а 28 квітня 1952, разом із набуттям чинності договору, повернула собі суверенітет і поклала край окупації.

## Окупаційна політика

### Політика демократизації
- Директива про ліквідацію обмежень політичних і релігійних свобод та інших цивільних прав (4 жовтня 1945).
- Дозвіл діяльності заборонених в роки війни профспілок (1946).
- Дозвіл діяльності опозиційних політичних партій, включаючи КПЯ та СПЯ.
- Надання виборчого права жінкам.

У грудні 1945 року на основі директиви окупаційної влади синтоїстська релігія була відокремлена від держави, а в новорічному зверненні до народу 1946 року імператор публічно відрікся від свого «божественного походження» (див. Нінген-сенген).

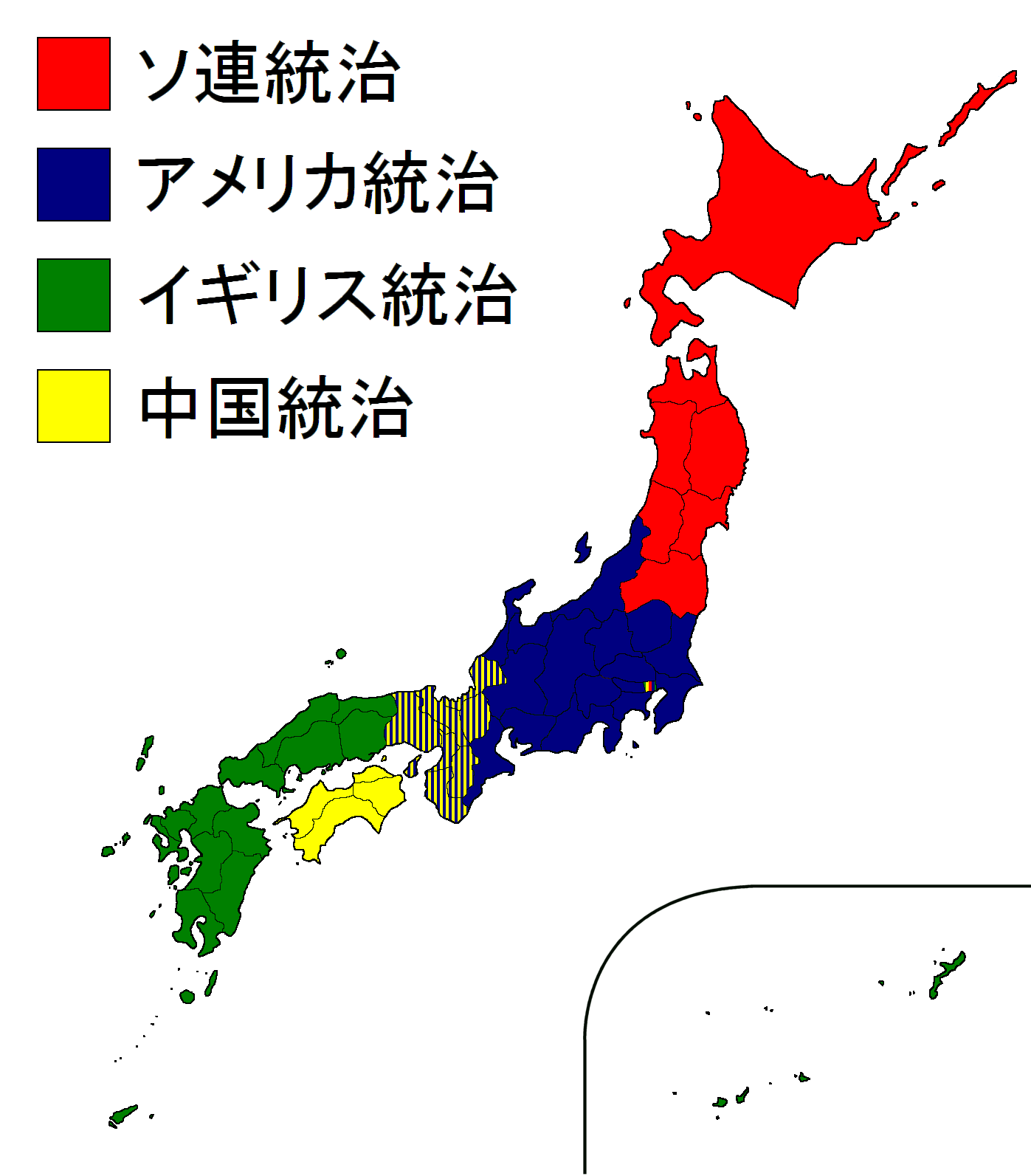
Запропоновані зони окупації Японії: червоним – Радянський Союз; синім – США; жовтим – Китай; зеленим – Великобританія; жовто-блакитна пунктирна зона — зона спільної окупації США та Китаю

### Економічна політика
- Ліквідація дзайбацу (великі монополістичні концерни).
- Аграрна реформа 1946—1949 років, в результаті якої поміщицьке землеволодіння було практично знищено, а з орендарів селяни стали власниками землі. Групу розробників реформи очолив американський економіст Вольф Ісаакович Ладежінський. У процесі реформи у великих землевласників були примусово викуплені близько 5 800 000 акрів (близько 2 млн 300 тис. га) землі, що становило близько 38% сільськогосподарської землі країни. Викуплені землі були продані на умовах тривалої розстрочки селянам, до того моменту орендувавшим цю землю у поміщиків. Інфляція швидко обнулила борги селян з викупу і до 1950 року колишні орендарі перетворилися в три мільйони селян-власників. Такий підсумок реформи поклав кінець влади великих землевласників і значною мірою ліквідував соціальну базу для лівацьких настроїв у японських селах.
- «Лінія Д. Доджа» (1949—1950) — лінія стабілізації японської економіки, розроблена американським фінансистом Д. Доджем. Важливою частиною «лінії Доджа» була здійснена в 1949 році реформа податкової системи Японії, проєкт якої був розроблений групою американських експертів на чолі з Шоупом. Суть реформи полягала в збільшенні податків з метою подолання інфляції та стабілізації економіки. Центральне місце в ній займали прямі податки, в основу яких було покладено принцип прогресивного прибуткового податку. Головним підсумком фінансової реформи Доджа стало те, що був зверстаний і прийнятий до виконання бездефіцитний державний бюджет, при якому доходи не просто покривали витрати, але і значно перевищували їх. Ця фінансова реформа також справила благотворний вплив на стан зовнішньої торгівлі Японії: стабілізувала єну і дозволила вийти державі з тривалої фінансової кризи.

У 1945 році окупаційною владою розпочато випуск окупаційних єн, які перебували в обігу паралельно з японською єною. У 1948 році окупаційна єна була вилучена з обігу, за винятком Окінави, де вона була оголошена єдиним законним платіжним засобом і повністю замінила японську єну.